# Мондрагонский университет
Мондрагонский университет — частный университет в Стране Басков, официально учреждённый и признанный в 1997 году. Его главный кампус находится в Мондрагон, Гипускоа. Это некоммерческая социальная инициатива Мондрагонской Кооперативной Корпорации.
В настоящее время в нём учится около 4000 студентов на трёх факультетах: Инженерном, Бизнеса и Гуманитарном. Университет возник в рамках ассоциации из трех образовательных кооперативов, принадлежащих к группе Мондрагон. Старейший из этих трёх кооперативов, Высшая Политехническая Школа, был основан священником Хосе Мария Аризмендиарриета в 1943 году и положил начало возникновению Мондрагонской Кооперативной Корпорации. Почти все выпускники находят работу в течение первых 3 месяцев после окончания учёбы благодаря сильной связи университета с корпорацией.